# Hoekkopagamen (Acanthosaura)
Hoekkopagamen (Acanthosaura) zijn een geslacht van hagedissen uit de familie agamen (Agamidae).

## Naam en indeling
De soorten uit het geslacht Gonocephalus worden ook hoekkopagamen genoemd. De soorten uit het geslacht Gonocephalus hebben een keelzak en die uit het geslacht Acanthosaura niet, waardoor ze makkelijk te onderscheiden zijn.
De wetenschappelijke naam van de groep werd voor het eerst voorgesteld door John Edward Gray in 1831. Veel soorten werden eerder tot de geslachten Calotes en Gonocephalus gerekend. De soorten worden ook wel stekelnekagamen genoemd vanwege de opvallende, dunne en lange stekels in de nek die naar achteren wijzen en erg scherp zijn.
Er zijn twaalf soorten, inclusief de pas in 2018 wetenschappelijk beschreven soort Acanthosaura murphyi.

## Verspreiding en habitat
Alle soorten komen voor in Zuidoost-Azië en leven in de landen Cambodja, China, Indonesië, Laos, Maleisië, Myanmar, Thailand, Vietnam.
De habitat bestaat uit tropische en subtropische bossen, zowel in drogere bossen als vochtige bossen worden de soorten gevonden, zoals bergbossen. Slechts enkele soorten komen voor in rotsachtige droge streken zoals woestijnen.

## Beschermingsstatus
Door de internationale natuurbeschermingsorganisatie IUCN is aan tien soorten een beschermingsstatus toegewezen. Zes soorten worden beschouwd als 'veilig' (Least Concern of LC), twee soorten als 'onzeker' (Data Deficient of DD) en een soort als 'gevoelig' (Near Threatened of NT). De soort Acanthosaura titiwangsaensis ten slotte wordt gezien als 'bedreigd' (Endangered of EN).

## Soorten
Het geslacht omvat de volgende soorten, met de auteur en het verspreidingsgebied.
| Naam                                        | Auteur                                                                     | Verspreidingsgebied                           |
| ------------------------------------------- | -------------------------------------------------------------------------- | --------------------------------------------- |
| Acanthosaura armata                         | Hardwicke & Gray, 1827                                                     | China, Myanmar, Thailand, Maleisië, Indonesië |
| Acanthosaura bintangensis                   | Wood, Grismer, Grismer, Ahmad, Onn & Bauer, 2009                           | Maleisië                                      |
| Acanthosaura brachypoda                     | Ananjeva, Orlov, Nguyen & Ryabov, 2011                                     | Vietnam                                       |
| Acanthosaura capra                          | Günther, 1861                                                              | Cambodja, Vietnam                             |
| Acanthosaura cardamomensis                  | Wood, Grismer, Grismer, Neang, Chav & Holden, 2010                         | Cambodja, Thailand, Vietnam                   |
| Acanthosaura coronata                       | Günther, 1861                                                              | Cambodja, Vietnam                             |
| Bergstekelnekagame (Acanthosaura crucigera) | Boulenger, 1885                                                            | Cambodja, Maleisië, Myanmar, Thailand         |
| Stekelnekagame (Acanthosaura lepidogaster)  | Cuvier, 1829                                                               | China, Laos, Myanmar, Thailand, Vietnam       |
| Acanthosaura murphyi                        | Nguyen, Do, Hoang, Nguyen, McCormack, Nguyen, Orlov, Nguyen & Nguyen, 2018 | Vietnam                                       |
| Acanthosaura nataliae                       | Orlov, Truong & Sang, 2006                                                 | Laos, Vietnam                                 |
| Acanthosaura phuketensis                    | Pauwels, Sumontha, Kunya, Nitikul, Samphanthamit, Wood & Grismer, 2015     | Thailand                                      |
| Acanthosaura titiwangsaensis                | Wood, Grismer, Grismer, Ahmad, Onn & Bauer, 2009                           | Maleisië                                      |

Acanthocercus ·
Acanthosaura ·
Agama ·
Amphibolurus ·
Aphaniotis ·
Bronchocela ·
Bufoniceps ·
Calotes ·
Ceratophora ·
Chelosania ·
Chlamydosaurus ·
Complicitus ·
Cophotis ·
Coryphophylax ·
Cristidorsa ·
Cryptagama ·
Ctenophorus ·
Dendragama ·
Diploderma ·
Diporiphora ·
Draco ·
Gonocephalus ·
Gowidon ·
Harpesaurus ·
Hydrosaurus ·
Hypsicalotes ·
Hypsilurus ·
Intellagama ·
Japalura ·
Laudakia ·
Leiolepis ·
Lophocalotes ·
Lophognathus ·
Lophosaurus ·
Lyriocephalus ·
Malayodracon ·
Mantheyus ·
Microauris ·
Moloch ·
Monilesaurus ·
Oriocalotes ·
Otocryptis ·
Paralaudakia ·
Phoxophrys ·
Phrynocephalus ·
Physignathus ·
Pogona ·
Psammophilus ·
Pseudocalotes ·
Pseudocophotis ·
Pseudotrapelus ·
Ptyctolaemus ·
Rankinia ·
Saara ·
Salea ·
Sarada ·
Sitana ·
Stellagama ·
Thaumatorhynchus ·
Trapelus ·
Tropicagama ·
Tympanocryptis ·
Uromastyx ·
Xenagama